# Geografía de Cataluña

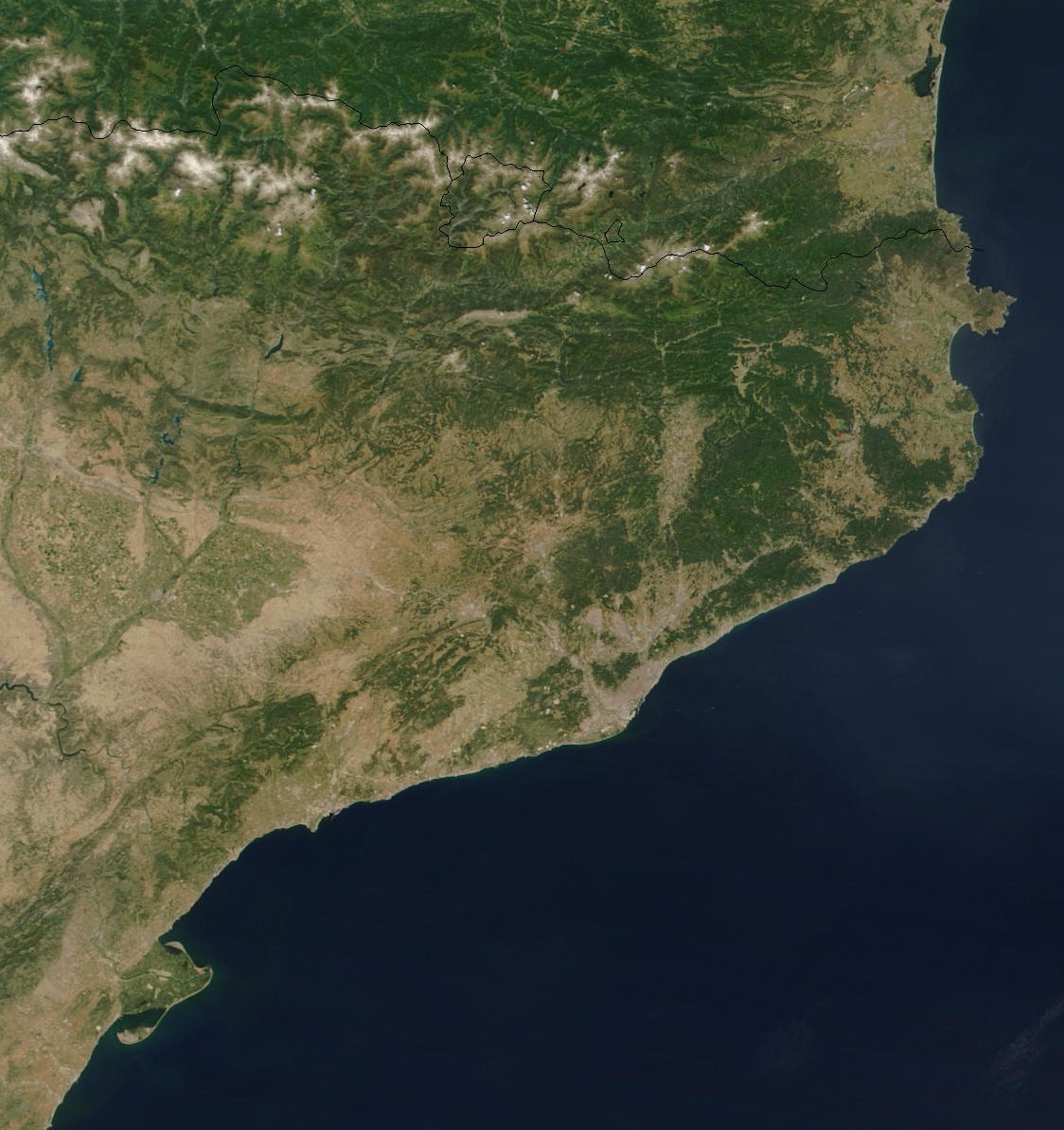
Imagen de satélite de Cataluña (original NASA).

La geografía de Cataluña se extiende por el territorio comprendido entre el curso bajo del valle del Ebro y las vertientes pirenaicas central y oriental, en la península ibérica, conectando con la parte continental europea a través del Valle de Arán. Cataluña tiene una diversidad geográfica relativamente muy marcada, teniendo en cuenta lo relativamente pequeño de su litoral mediterráneo al este, con 580 kilómetros de costa, y las grandes unidades de relieve de los Pirineos al norte. Limita con las comunidades autónomas de Aragón (provincias de Huesca, Zaragoza y Teruel) al oeste y Comunidad Valenciana (con la provincia de Castellón) al sur. Por su vertiente norte limita con Andorra y Francia (región de Occitania). El este del territorio catalán está bordeado por el mar Mediterráneo. Las coordenadas de sus extremos son  3º 19' 59,94''  de longitud este para el extremo oriental,  0º 9' 41,69''  de longitud este para el extremo occidental,  42º 51' 45,97''  de latitud norte para el extremo septentrional y  40º 31' 27,56''  de latitud norte para el extremo meridional.

## Geología

Principales unidades geológicas del territorio catalán.

El actual estado geológico de Cataluña puede comenzar a describirse desde los primeros grandes cambios del Paleozoico. Inicialmente el territorio formaba parte de una cuenca oceánica en la que, por reposo orogénico, se depositaban materiales sedimentarios finos y arcillosos. El desarrollo de plegamientos hercinianos determinó una sedimentación más irregular que posteriormente produjo la emersión (de baja altura) de varias áreas de orientación noroeste-sureste como el macizo del Ebro (actual depresión central catalana) y el macizo catalanobalear, que surgieron al final de la era. Los materiales sedimentados de la época se transformaron en gneis, esquisto y pizarra que aflora hoy día en la mitad norte de las cordilleras litorales y Pirineo axial.

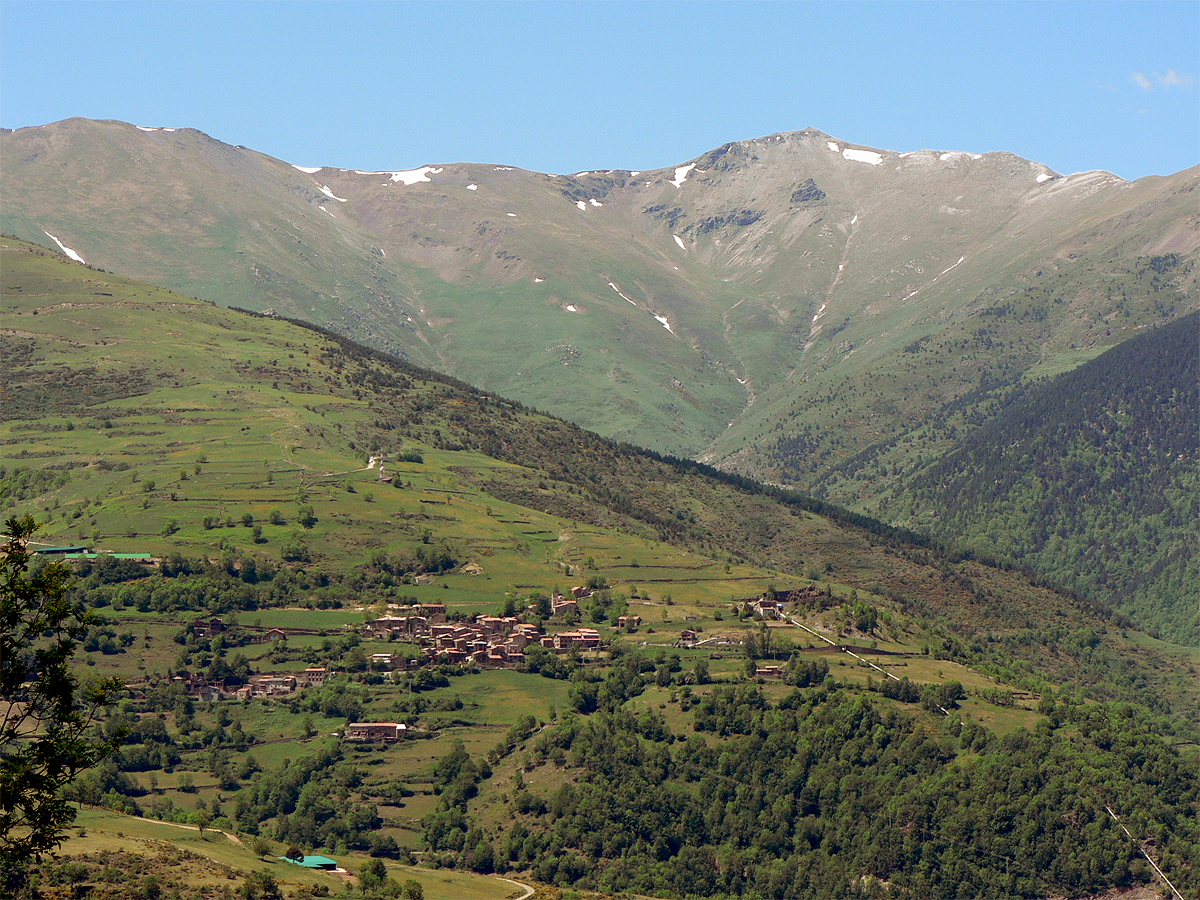
Pirineos en el Ripollés.

La era mesozoica cubrió de nuevo las áreas emergidas durante la era anterior, lo que provocó una sedimentación tranquila bajo el mar, generando gran cantidad de material calcáreo. Hoy en día este material se encuentra en la mitad sur de las cordilleras litorales y en el Prepirineo.
Al inicio de la siguiente era, la cenozoica, las placas tectónicas euroasiática y africana toman contacto y suavemente comienza a elevarse un dorso de pliegues y sierras mediante orogénesis alpina que dará lugar, entre otras, a los Pirineos. Este empuje incide también en el movimiento del macizo catalanobalear hacia el suroeste, cubriendo el macizo del Ebro, aún sumergido, lo que va generando que se vayan depositando materiales que darán lugar a la futura depresión central catalana. En la línea de costa se acumulan conglomerados depositados por los ríos y que darán lugar a las elevaciones destacadas de los macizos de Montserrat, Sant Llorenç del Munt, etc. Mientras, hacia el interior de la cuenca se acumulan arenas y arcillas que darán lugar al gres. Al cerrarse el macizo del Ebro, en forma de golfo, se originó un gran lago salado. Sus aguas fueron expuestas a una intensa evaporación que finalmente dieron lugar a grandes depósitos salinos de los que hasta hace poco aún se extraía sal en Suria y Cardona. La segunda mitad de la era erosionó por descompresión gran parte del macizo catalanobalear, permaneciendo en una estrecha línea que conforman la depresión prelitoral, el llano de la Cerdaña, del Ampurdán, etc. Al final del periodo, los movimientos alpinos inciden en el surgimiento de volcanes en la zona de Olot que perdurarán hasta el cuaternario y los glaciares del Pirineo acaban por conformar el territorio.

## Clima

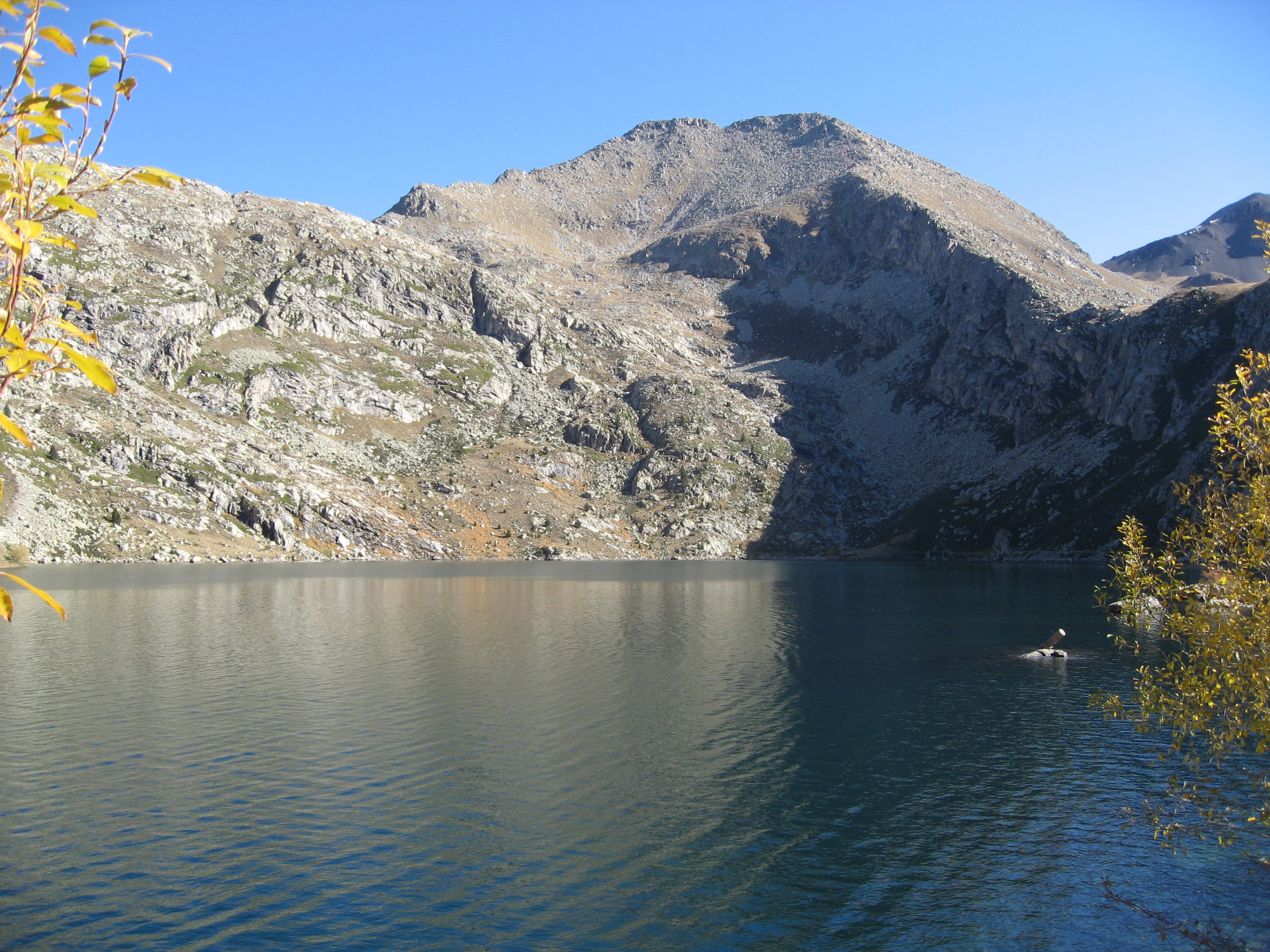
Lago Gento en el Pirineo, donde en 1956 hubo la temperatura más baja grabada, hasta ahora, en la península ibérica.

Cataluña goza de un clima mediterráneo, aunque con grandes variaciones de temperatura entre el litoral costero, con un clima suave, templado en invierno y muy caluroso en verano; el interior que tiene un clima continental mediterráneo, con inviernos fríos y veranos muy calurosos; y las zonas montañosas próximas a los Pirineos, que tienen un clima de alta montaña, con mínimas bajo cero y nieve abundante en invierno, precipitaciones anuales por encima de 1000 mm y veranos menos calurosos. Cataluña disfruta de un clima mediterráneo templado propio de su latitud en el hemisferio septentrional. Aun así, por su variada topografía, hay una gran diversidad de climas. Las temperaturas medianas anuales oscilan desde los 0 °C en los Pirineos, hasta los 17 °C en la costa del sur; las temperaturas máximas pueden llegar a los 43 °C (en las Garrigas), y las mínimas a los -30 °C (en los Pirineos). 
En cuanto a la pluviosidad, Cataluña puede dividirse en dos regiones:
- La Cataluña húmeda, integrada por los Pirineos, los Prepirineos, el Subpirineo y algunos islotes montañosos de la cordillera Prelitoral, donde la pluviosidad es superior a los 700 mm anuales; y
- La Cataluña seca; el resto del territorio, donde la pluviosidad es inferior a los 700 mm anuales.

La pluviosidad tiene una tendencia equinoccial. En el mediterráneo, los veranos son secos y hay lluvias primaverales. En los Pirineos, las precipitaciones son abundantes durante mayo y junio, y los veranos, en general, son húmedos. 
Al considerar tanto las temperaturas como la pluviosidad, Cataluña se divide en tres grandes dominios climáticos:
- Uno de clima alpino (en los altos Pirineos);
- Uno de clima atlántico (en la cuenca de la Garona);
- Y uno de clima mediterráneo (en el resto del territorio), que se subdivide en una área de montaña alta y una de montaña baja.

El clima de Cataluña es en general mediterráneo aunque, durante el invierno, hay una diferencia notable de temperaturas entre el litoral costero (clima propiamente mediterráneo), con temperaturas medias alrededor de los 10 °C y el interior (por debajo de los 1000 m de altitud) con temperaturas medianas invernales entre 3 y 7 °C. Las temperaturas de verano son más homogéneas alrededor de los 25 °C en la costa y entre 21 y 25 en el interior. El clima de montaña se caracteriza por una disminución de la temperatura y un incremento de las precipitaciones, todo esto de acuerdo con el aumento de la altitud. A partir de los 1500 metros se considera que empieza el clima de alta montaña. La temperatura mediana anual oscila entre los 17 °C del Delta del Ebro hasta los 0 °C, o inferior, a partir de los 3000 m de altitud. Las temperaturas extremas han sido de 43 °C en Lérida e Igualada en julio de 1982, Montblanch en 4 de julio de 1994, hasta -32 °C del lago Gento (en la cota de 2030 m) en febrero de 1956. Las precipitaciones medianas anuales oscilan entre los 350 litros del Segriá y los 1200 de la alta Garrocha.
La humedad relativa mediana anual se encuentra en general en todo el territorio entre el 70 y el 75 %. En el litoral esta cifra es fuerza homogénea a lo largo de todos los meses del año, en el interior se presenta un mínimo en verano y un máximo en invierno, especialmente acusado este en los lugares donde acostumbra a haber niebla.
El viento dominante en Cataluña, como en general en el resto de Europa, es el de poniente (del oeste). Aun así tanto en el norte como en el sur de Cataluña dominan vientos de componente norte: la tramuntana (que sopla norteña) especialmente en el Alto Ampurdán y el mistral (norte-oeste) en el sur de Cataluña. Se tiene que tener en cuenta vientos más irregulares o estacionales como son el viento de marinada y las brisas de montaña o el "fogony". Las velocidades medianas anuales del viento (medidas a 10 m del suelo) se encuentran entre 1 m/s en Viella y Medio Arán (protegida por las montañas que la rodean) y 10 m/s de Portbou (observatorio encima de una montaña)
La insolación está estrechamente ligada a la nubosidad, sea de nubes altas o de nubes bajas (niebla) y no tan directamente ligada a la pluviometría. Cataluña se sitúa entre las 2600 horas anuales y las 2000 horas.

### Tipos climáticos
A grandes rasgos, el clima de Cataluña se puede dividir en cinco grupos: clima mediterráneo de costa, clima mediterráneo de interior, clima mediterráneo de montaña, zona de transición entre clima mediterráneo y clima atlántico, y clima atlántico de montaña. 
De acuerdo con las condiciones climáticas que afectan la vida se establecen en Cataluña varios tipos de bioclimas.

### Clima mediterráneo de costa

Mediterráneo Litoral
Mediterráneo Prelitoral
Mediterráneo Continental
Mediterráneo Prepirenaico
Mediterráneo Pirenaico
Mediterráneo Oceánico

Alcanza la zona litoral y parte de la prelitoral de Cataluña, la cadena montañosa litoral y prelitoral impide que en gran parte del territorio este tipo de clima avance hacia el interior. La principal característica del clima mediterráneo de costa es la suavidad del invierno puesto que por un lado muy pocas veces hiela, pasan varios años sin que el termómetro baje de los cero grados, y del otro las temperaturas medias de los meses más fríos del año (diciembre, enero y febrero) se encuentran entre los 9 (en el norte de la costa) y 12 °C (en el Delta del Ebro). En verano las temperaturas medias se sitúan entre los 24 °C y 25 °C con fuerte humedad ambiental, lo que genera bochorno, pero con marinada que hace que la media de las temperaturas máximas no llegue a los 30 °C. Las precipitaciones medias anuales en la zona litoral están entre los 700 (Bajo Ampurdán) y los 480 (Tarragona). El máximo de lluvias es en otoño con peligro de trombas de agua fuertes. La irregularidad de las lluvias es la típica del clima mediterráneo.

### Clima mediterráneo de interior
Cubre toda la zona de la Depresión central catalana, Priorato, la Plana de Vich, y el interior de las Tierras del Ebro no colindantes a los puertos de Tortosa-Beceite, sobre todo la Ribera de Ebro. La Cuenca de Barberá y el Alto Campo también pertenecen a esta zona. La variación de las temperaturas a lo largo del año es más grande que en la costa. En invierno las mínimas están en la Plana de Vich, causadas por una inversión térmica acusada que más moderadamente afecta a todo el territorio mencionado. El verano es caluroso con máximas más altas que en la costa pero las mínimas son siete u ocho grados más bajas, con humedad relativa y, por lo tanto, menos bochorno. En las zonas que están más en el interior, del Segriá a la Segarra, llueve menos que en la costa. En cambio, en la Plana de Vich llueve más y en el Bages de forma similar. No llega con mucha intensidad la lluvia en otoño a las tierras de poniente.

### Zona de transición entre clima mediterráneo y clima atlántico
Corresponde a la parte de la comarca de la Alta Ribagorza que no pertenece al Parque nacional de Aiguas Tortas y Lago de San Mauricio (más o menos), la zona del Pallars Sobirá que tampoco pertenece y la zona alrededor de Puebla de Segur en el Pallars Jussá, es decir, desde Talarn hasta Senterada. Al ser de transición, tiene características de los dos climas: llueve más que el mediterráneo normal, pero también hay periodos secos y otros más húmedos. 

### Clima atlántico de montaña
Alcanza sólo una pequeña parte de Cataluña, las situadas en la vertiente norte de los Pirineos y algunas zonas muy cercanas penetran los frentes atlánticos más húmedos. Concretamente es en el Valle de Aran, la zona del Parque nacional de Aiguas Tortas y Lago de San Mauricio (en el Pallars Sobirá, el este de la Alta Ribagorza y el norte del Pallars Jussá), y la Vall Fosca en el norte del Pallars Jussá. Allí las lluvias son regulares durante todo el año y las temperaturas medias del verano están por debajo de los 20 °C. No hay periodos de sequía y en todas las estaciones llueve de manera bastante uniforme.

## Hidrografía

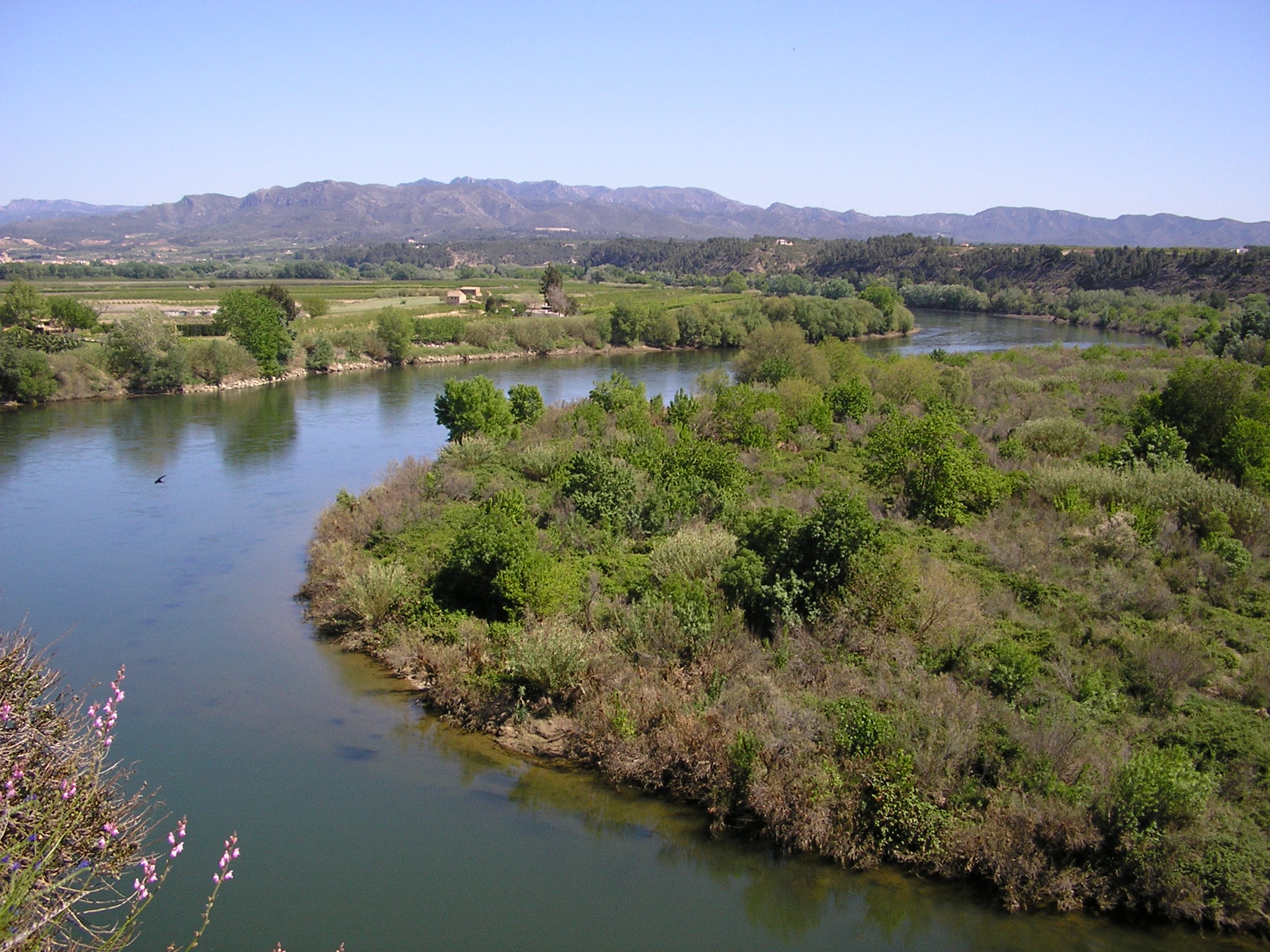
El río Ebro a su paso por Miravet.

Cataluña pertenece casi en su totalidad a la cuenca mediterránea. La red hidrográfica catalana presenta dos grandes cuencas hidrográficas mayores, la cuenca hidrográfica del Ebro y las cuencas internas de Cataluña de un tamaño similar sobre el territorio (15 038 km² –46,84 %– y 16 513 km² –51,43 %– respectivamente), vertiendo ambas al Mediterráneo, a las que acompaña la cuenca del Garona que vierte sus aguas sobre el Atlántico y se extiende por 554 km², el 1,73 % del territorio catalán.
La cuenca del Ebro en Cataluña se sirve principalmente del río Segre como mayor tributario, cuya cuenca en solitario alcanza los 7455 km², y al que se le suman como afluentes las cuencas de la Noguera Pallaresa (2811 km²) y Noguera Ribagorzana (1013 km²). Todos los ríos siguen un eje Pirineos-Ebro. Tras la afluencia del Segre, el Ebro se dirige hacia el Delta irrigando mediante otros afluentes un territorio de 3757 km², en buena medida enclavado en el área de las Tierras del Ebro (Terres del Ebre).

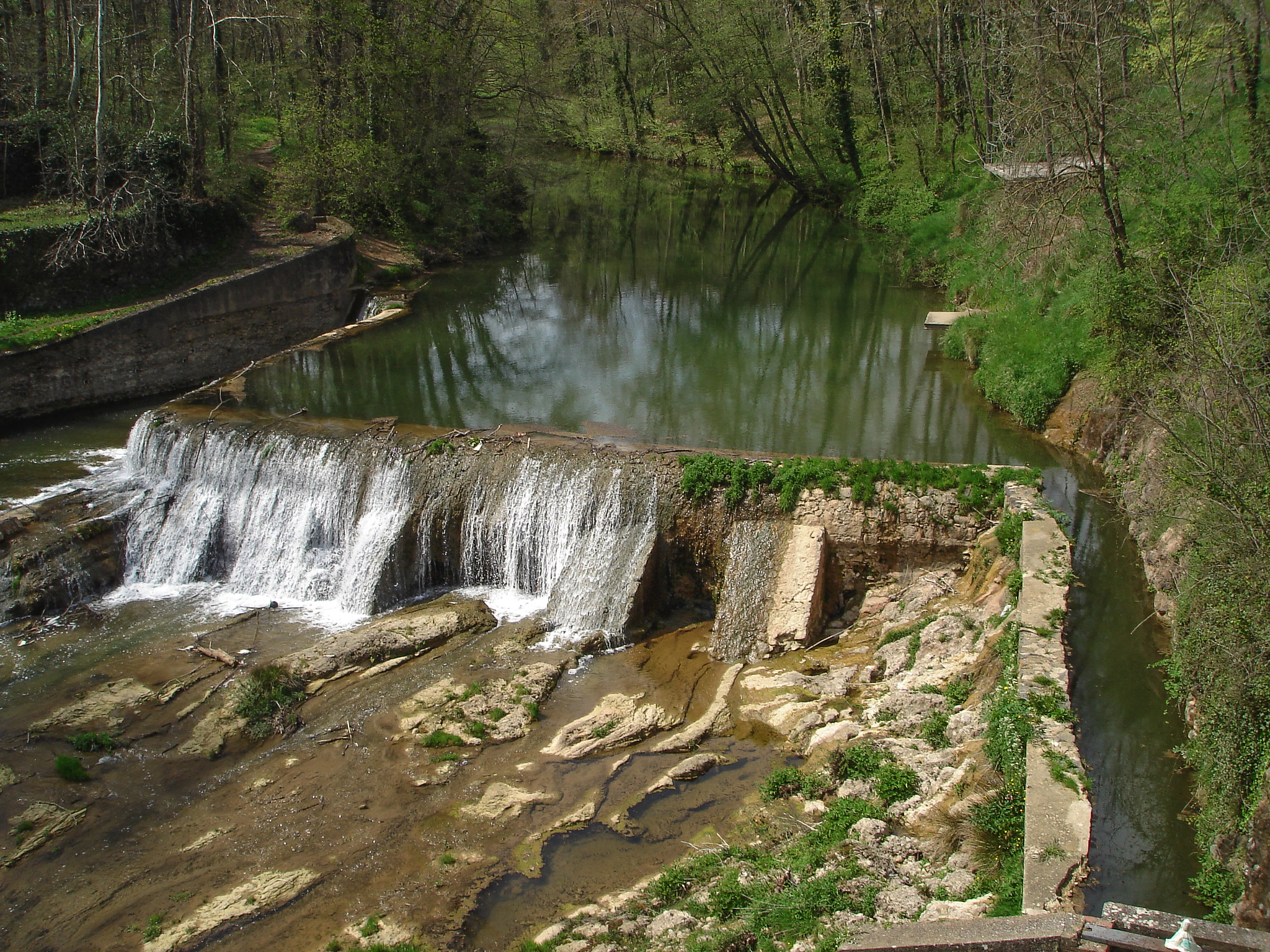
El río Fluviá cerca de Olot.

Las cuencas internas de Cataluña se dividen habitualmente a partir de aquellos ríos que nacen en los Pirineos y aquellos que lo hacen en las Cordilleras Costero Catalanas. Las cuencas que conforman el eje Pirineos-Mediterráneo las conforman los ríos Llobregat, Ter, Fluvià, Muga y Tec (que discurre hacia el Rosellón). Estas cuencas discurren por un área de 9622 km². Las cuencas restantes, siguiendo el llamado eje Mediterráneo, nacen tanto en la Cordillera Litoral, Prelitoral como en la Llanura del Ampurdán y riegan sus aguas por 6890 km². Los ríos más importantes son (de norte a sur) el Daró, Tordera, Besós, Foix, Gayá, Francolí y Cenia.
La más pequeña de las cuencas catalanas, la del río Garona, discurre mayoritariamente por el Valle de Arán. Recibe aguas de numerosos ríos y barrancos que bajan por las laderas de las montañas del valle, y dentro del territorio catalán sus afluentes más largos son el Arriu Unhòla y el Arriu de Varradòs.

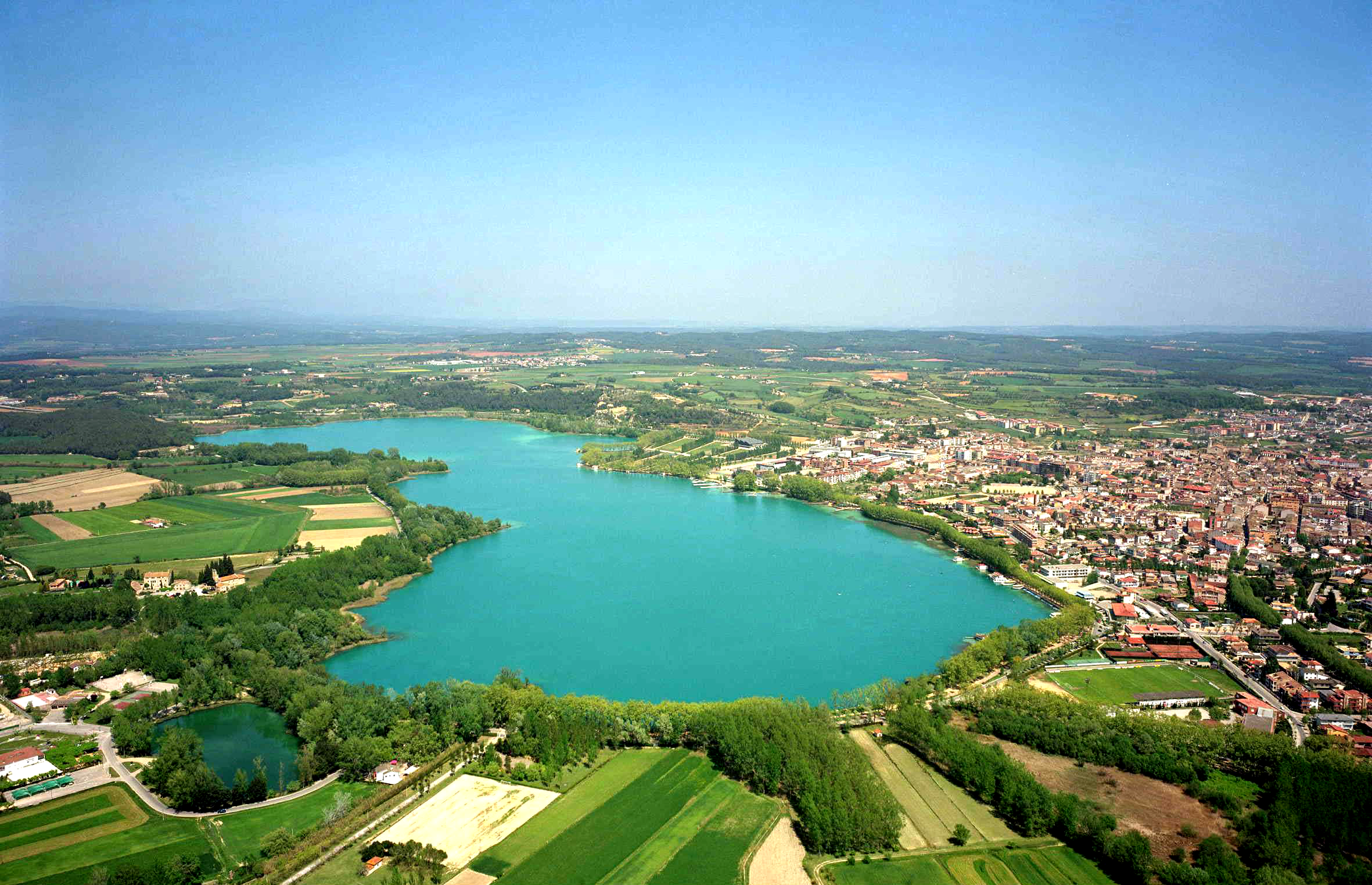
Lago de Bañolas.

La cuenca del Ebro aporta una media de 18 700 hm³ anualmente, mientras que las cuencas internas únicamente disponen de 2020 hm³ al año. El desequilibrio viene causado por la aportación previa del Ebro (alrededor de 6700 hm³/año) al que se le añade el aporte pirenaico del Segre (alrededor de 12 000 hm³/año) hacia el sur de la provincia leridana. Es alrededor de las comarcas de la depresión central que se ha aprovechado esas aguas para construir numerosos canales de regadío. Destacan los Canales de Urgel (478 hm³) el Canal de Aragón y Cataluña (362 hm³) y el futuro Canal Segarra-Garrigas (342 hm³). Sin embargo, pese a su reducido caudal, de todas las cuencas españolas, es de las Cuencas Internas de Cataluña donde se utiliza más el agua para consumo humano (518 hm³). Este desequilibrio ha promovido el aprovechamiento en las comarcas litorales y orientales de aguas subterráneas, de las que Cataluña dispone bastantes reservas. De todas formas, es habitual que en periodos de escasez de precipitaciones se produzcan cortes en el suministro a poblaciones, incluso en primavera. Por ello han sido consideradas varias opciones de trasvases fluviales. Para el abastecimiento de agua se cuenta con 28 embalses, de los cuales diez funcionan en la cuenca del Segre. El más antiguo es el pantano de Camarasa, construido en 1920, y los mayores son los de Canelles (679 hm³, compartido con Aragón), Rialb (402,8 hm³), Santa Ana (236,6 hm³, compartido con Aragón) y Susqueda (233 hm³).
En el territorio hay pocos lagos considerables. La mayoría se encuentran en el Pirineo catalán en forma de pequeñas lagunas (estanys), originados por antiguos circos glaciares. De estos, son famosos los del Parque nacional de Aiguas Tortas y Lago de San Mauricio, aunque el mayor de todos es el Lago de Bañolas, de origen cárstico.

## La costa

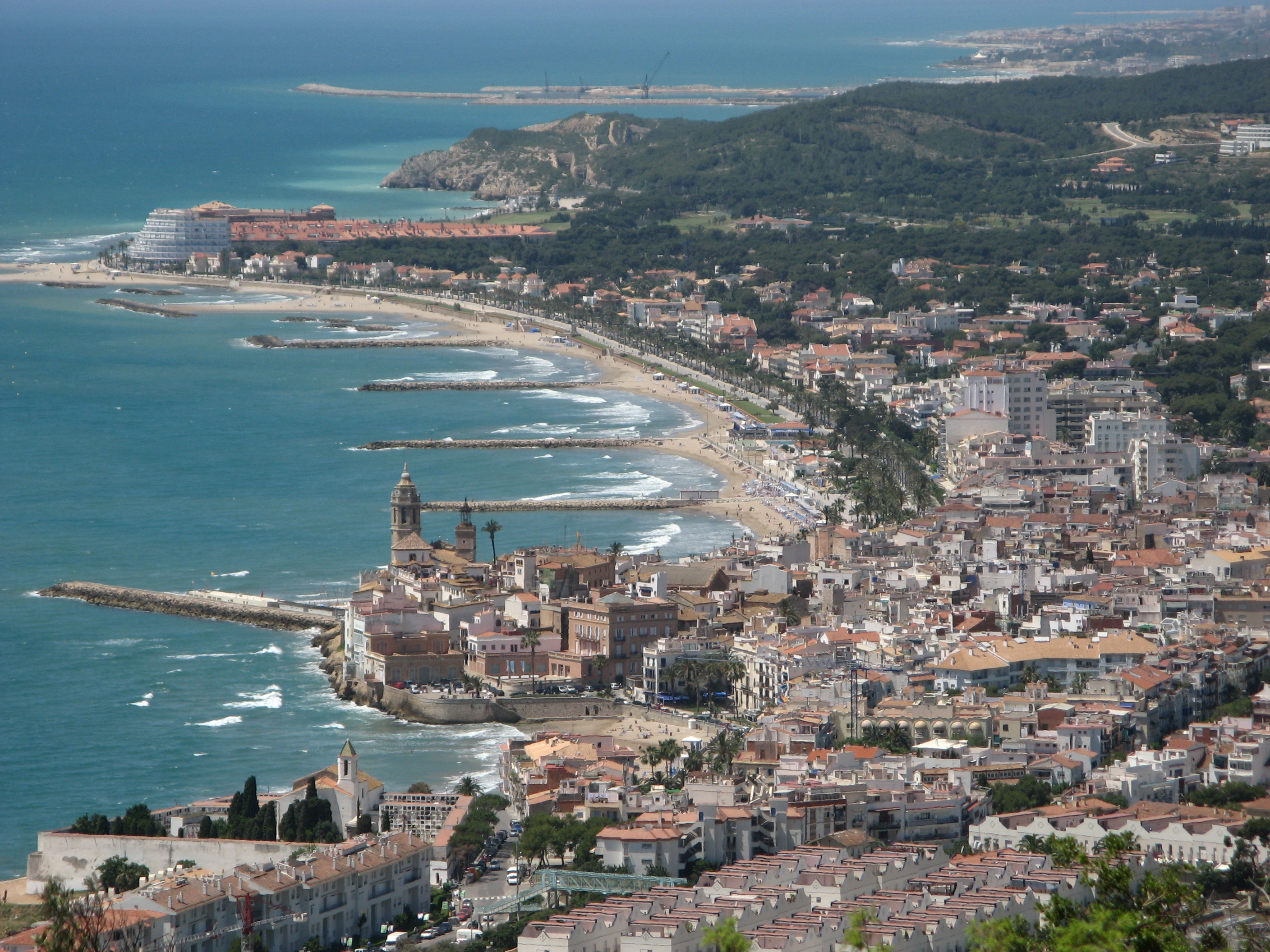
Ciudad de Sitges y sus playas.

La costa catalana posee unos 580 km de longitud con pocos accidentes geográgicos, siendo los más reseñables el cabo de Creus y el golfo de Rosas al norte y el delta del Ebro al sur. Desde los Pirineos hasta Blanes aparece la Costa Brava, caracterizada por acantilados de pequeña altura y calas escondidas. Luego sigue la larga línea de playas del Maresme en paralelo a la cordillera litoral. La costa de Barcelona se caracteriza por playas artificiales y un gran puerto comercial que se extiende a lo largo de más de nueve kilómetros. La parte sur del puerto se desarrolló sobre la llanura del delta del Llobregat, que tras el puerto dibuja una línea suave de costa de algo más de 18 km. Luego, el macizo del Garraf articula las costas en destacables acantilados y hasta después de Sitges la costa no vuelve a ser rectilínea. Desde allí, siguiendo al sur, nos encontramos con el puerto de Tarragona. Este es el segundo puerto de Cataluña y se extiende por más de cinco kilómetros antes de entrar en el cabo de Salou. Las playas de esta zona toman el nombre de Costa Dorada. Hacia el sur, la costa es de nuevo suave y se caracteriza por una menor ocupación humana. El último gran accidente geográfico es el golfo de San Jorge y las tierras bajas del delta del Ebro, donde se hallan islas y penínsulas, como la Punta del Falgar al norte y La Baña al sur, que queda unida al delta por la playa del Trabucador. La arena de las playas catalanas es generalmente dorada, y con cierta tendencia a ser granulosa al norte y más fina al sur.

## Usos del suelo
| Cultivos Aguas continentales | Arenales, nieves y otros suelos improductivos Núcleos urbanos, industriales y vías Bosques, claros y vegetación húmeda |

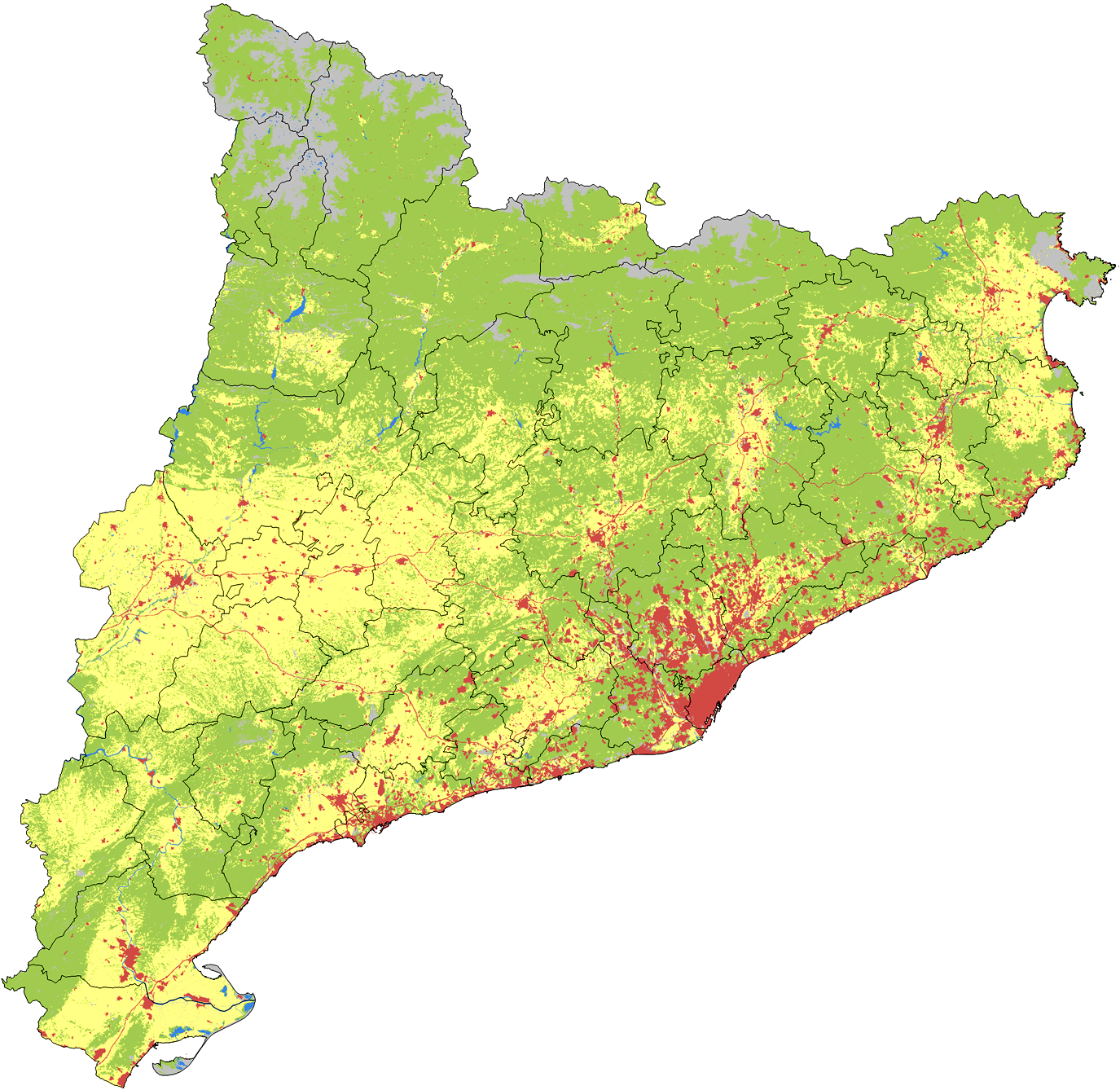
Mapa de Cataluña por usos de suelo en 2002.

Debido a su alta densidad de población (251 pers./km²), que la coloca cuarta entre las Comunidades Autónomas, solo detrás de la Comunidad de Madrid, Canarias y el País Vasco, Cataluña se caracteriza por un paisaje con fuerte presencia antrópica, sobre todo en la zona litoral. El paisaje forestal se distribuye por 18 257 km² (2002), y se aprecia especialmente en las zonas montañosas del norte y la costa. Esto incluye bosques claros y espesos (esclerófilos, caducifolios y aciculifolios) así como la vegetación de zonas húmedas. Estos bosques ocupan el 56,8 % de la superficie catalana. Por extensión, la siguiente cubierta la ocupan los cultivos, extendiéndose por el 32,5 % del territorio (10 448 km²). De estos, destaca la agricultura de secano, (7069 km²), extendido por muchas comarcas y siendo característicos de la Segarra, Solsonés, Bages y Noya entre otras. El cultivo frutal de secano se extiende principalmente del sur de Ponent y las Tierras del Ebro. Respecto a la vid, las viñas se extendían ese año por 769 km², principalmente en el Panadés. La extensión del regadío es más restringido (2611 km²) y se distribuye principalmente por el Segriá, Plana de Urgel y alrededores, sobre todo mediante los numerosos canales de irrigación, así como el Delta del Ebro, y en menor medida, en el Ampurdán, la Cerdaña y en la costa de Barcelona. El cultivo de árboles frutales por regadío es menos extenso, y se produce especialmente en el Segriá y el Campo de Tarragona.
La presencia humana tenía en 2002 una extensión de 1520 km² (un 4,7 % del territorio catalán) y se concentra, en general, en la costa, especialmente en el Área metropolitana de Barcelona. Destaca la extensión de las urbanizaciones, superior al de los núcleos urbanos, y posteriormente el área destinada al uso industrial y comercial (229 km²).
Finalmente, el terreno inutilizado o inservible constituía un 5,4 % (1740 km²) y se extendía principalmente por las cumbres pirenaicas en forma de vegetación rasa o prado. La superficie ocupada por las aguas (de ríos, lagos o presas) era de 150,5 km², solo un 0,5 % de la superficie catalana.

## Espacios protegidos

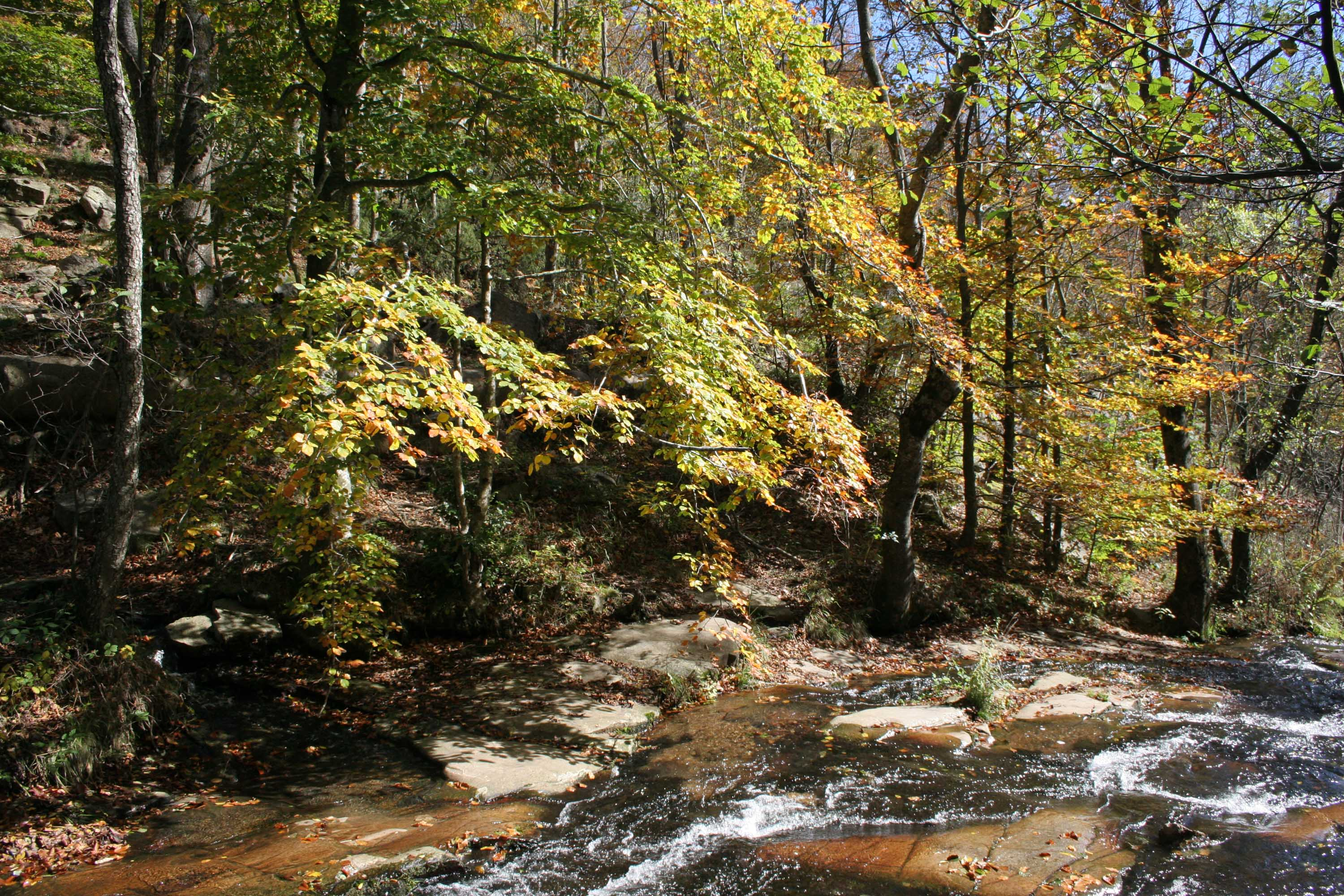
Bosque del Parque natural del Montseny en periodo otoñal.

La protección del entorno natural catalán ha crecido rápidamente durante los últimos años. A fecha de 2006 el territorio terrestre protegido ascendía a 9608 km², prácticamente el 30 % de Cataluña. Los espacios difieren en grado de protección; en este sentido, el parque de con mayor rango y antigüedad lo constituye el único Parque nacional en territorio catalán, el Parque nacional de Aiguas Tortas y Lago de San Mauricio, inaugurado en 1955. Sin embargo, era ya desde 1932 que se pretendía proteger algunos espacios del Pirineo en el llamado Plan Macià. Hasta después de la restauración democrática y el gobierno autonómico no se volvió a legislar para proteger espacios naturales. Actualmente son varias administraciones (el Ministerio de Medio Ambiente, la Generalidad de Cataluña y la Diputación de Barcelona, junto a varios consorcios de municipios) las que se encargan de velar, proteger y promocionar los espacios protegidos. La Generalidad además de cogestionar el Parque de Aiguas Tortas, gestiona una red de 11 parques naturales, 3 Paratges Naturals d'Interès Nacional, una reserva natural (Delta del Llobregat) y una reserva marina (Islas Medas). Por su parte, la Diputación de Barcelona dispone de una Red de Parques Naturales (Xarxa de Parcs Naturals) dirigido por el Área de Espacios Naturales de la Diputación que extiende los espacios protegidos por 12 parques de diferentente grado de protección, algunos gestionados junto a la Generalidad. Además de esos parques, existe una red más extensa de espacios específicos protegidos mediante leyes menos específicas cuyo objetivo es aunar la diversidad del territorio catalán y su flora y fauna local. Esta red, llamada PEIN (Pla d'Espais d'Interès Natural) incorpora además los parques naturales y nacionales antes mencionados que sí cuentan con una legislación específica. A fecha de abril de 2007, los espacios incluidos en el PEIN ascendían a 165.

## Orografía

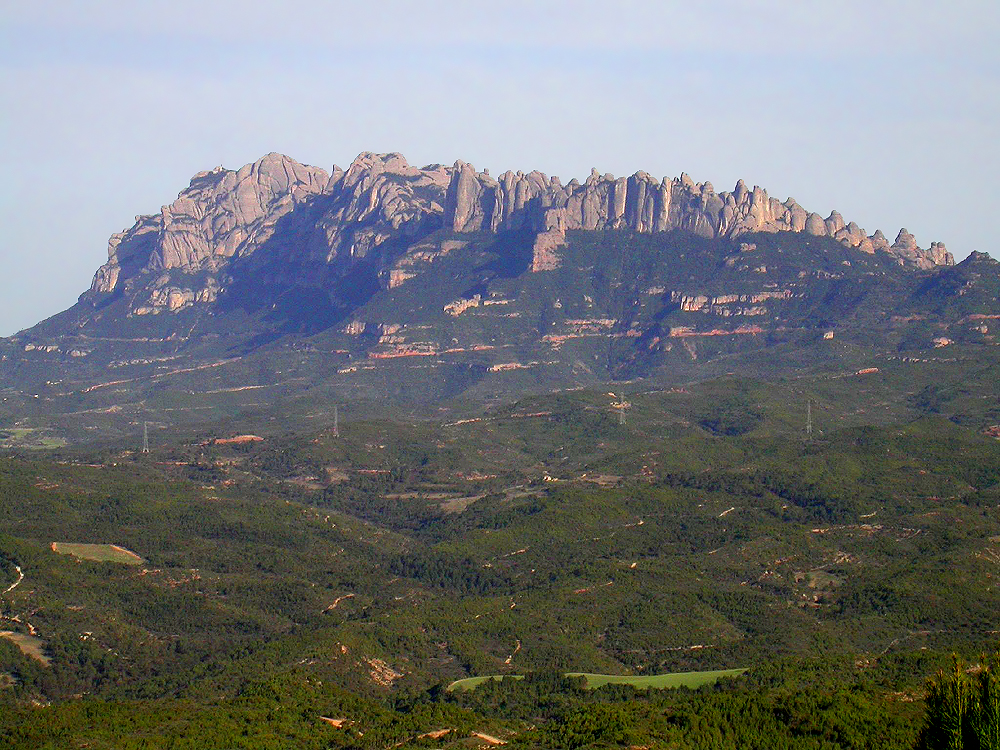
Perfil característico de Montserrat.

El relieve de Cataluña presenta, a grandes rasgos, tres grandes unidades morfoestructurales generales: los Pirineos, la formación montañosa que conecta la península ibérica con el territorio continental europeo y queda situado al norte de Cataluña; otra unidad formada por una alternancia de elevaciones y llanuras en paralelo a la costa mediterránea, llamado Sistema Mediterráneo Catalán o Cordilleras Costero Catalanas y una última unidad estructural situada entre las anteriores llamada depresión central que configura el sector oriental del Valle del Ebro.

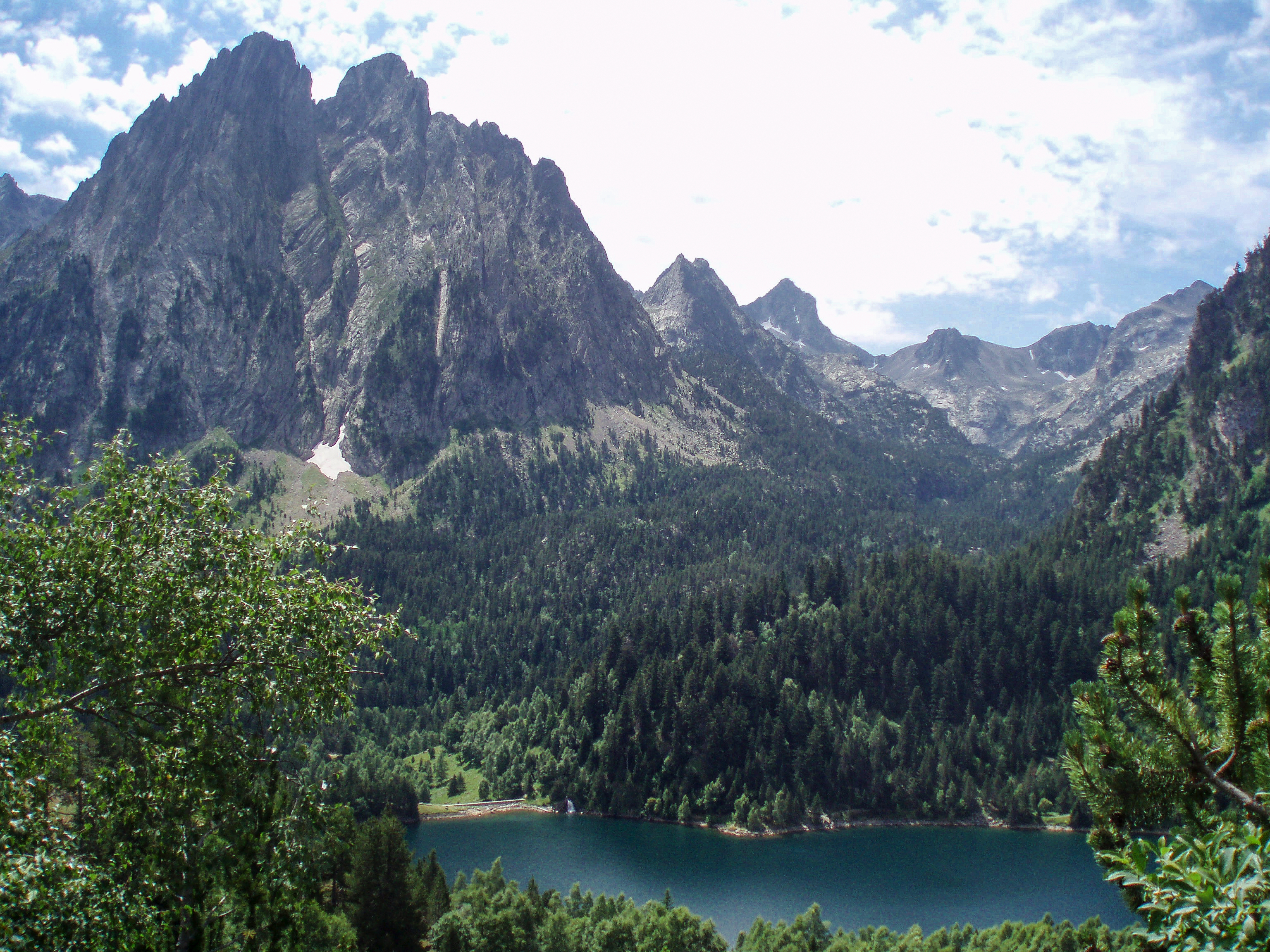
Los Encantados, dos picos emblemáticos de los Pirineos y el estanque San Mauricio.

El Pirineo catalán representa casi la mitad en longitud de todo el Pirineo español, pues se distribuye a lo largo de más de 200 kilómetros. Tradicionalmente se ha diferenciado el Pirineo Axial, el principal, del Prepirineo (meridional en el territorio catalán) y que son unas formaciones montañosas paralelas a las sierras principales aunque de menor altitud, menos escarpadas, y de una formación geológica diferente. Ambas unidades son más anchas en el sector occidental que en el oriental, y es ahí donde presentan sus mayores cumbres. La elevación más alta de Cataluña, que se encuentra al norte de la comarca de Pallars Sobirá, es la Pica d'Estats con 3143 m de altitud. Le siguen el Comaloforno con 3029,2 m y el Besiberri Sur con 3023,4 m. Del Prepirineo destacan varias sierras y cimas como la sierra del Cadí (Vulturó, 2648 m) o la de Pedraforca (Pollegó Superior, 2497 m).
El Sistema Mediterráneo Catalán tiene su base en dos cordilleras más o menos paralelas entre sí y entre el mar siguiendo una orientación noreste-suroeste y son la Cordillera Litoral, la más próxima al mar y la Cordillera Prelitoral detrás de la anterior. La Cordillera Litoral es menos extensa y de menor altitud (Turó Gros, Sierra del Montnegre, 773 m) mientras que en la Prelitoral el rango es más amplio y de mayor altitud (Turó de l'Home, 1706 m). Dentro del sistema se encuentra una serie de tierras llanas, cuyas entidades mayores forman la Depresión Litoral y la depresión prelitoral. La Depresión Litoral se sitúa al borde de la costa y es previa (exceptuando algunos sectores) a las Cordilleras Litorales. La depresión prelitoral se sitúa en el interior, entre las dos cordilleras litorales, y constituye la base de las tierras llanas del Vallés y el Panadés. Otras llanuras mayores son la Depresión de la Selva y el Llano del Ampurdán, mayoritariamente en las comarcas de la Selva y Ampurdán respectivamente. Finalmente, en el Sistema también se incluye la Cordillera Transversal, que son unas formaciones tardías al norte de la Cordillera Prelitoral y en contacto con el Pirineo y Prepirineo, originando así altitudes medias y volcanes en la zona de la Garrocha hoy en día extintos.
La depresión central catalana es una llanura situada entre los Prepirineos y la Cordillera Prelitoral. Las comarcas del sur de la provincia de Lérida y las centrales de Barcelona ocupan este territorio. Sus tierras se sitúan entre los 200 y los 600 metros de altitud en un continuo de oeste a este, aunque cuenta con algunas estribaciones intermedias. Las llanuras y el agua que baja de los Pirineos han transformado esta zona en grandes campos de cultivo en los que se han construido numerosos canales de riego.

## Sistemas montañosos
A grandes rasgos, se suele categorizar el territorio en tres unidades morfoestructurales generales: una unidad montañosa formada por los Pirineos, otra unidad formada por alternancia entre llanos y subunidades montañosas llamada Sistema Mediterráneo Catalán y una tercera unidad situada en el interior que constituye un espacio más llano, llamada depresión central catalana.

### Pirineos
| Pirineo Prepirineo Depresión central catalana Pequeñas estribaciones en la depresión central | Cordillera transversal Cordillera prelitoral Cordillera litoral Depresiones litoral y prelitoral y otras llanuras costeras |

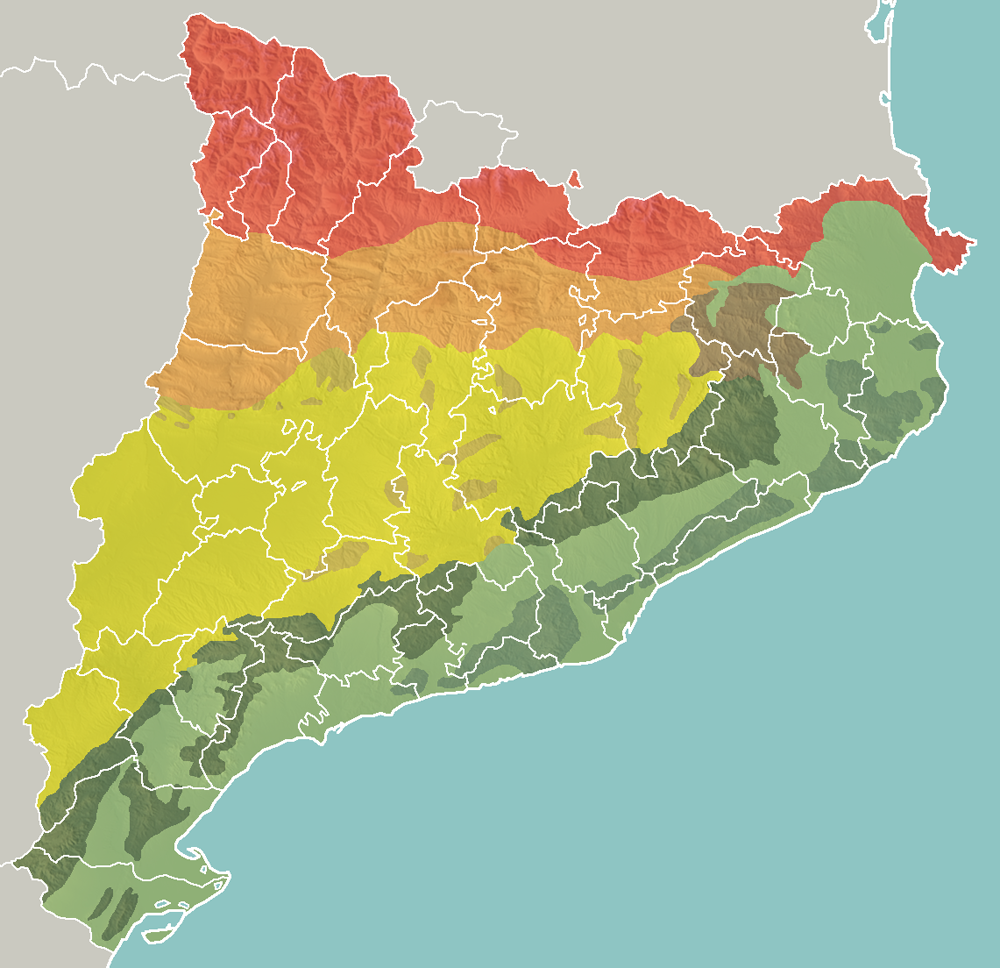
Unidades morfoestructurales de Cataluña:

Los Pirineos son una cordillera que se extiende por toda la vertiente norte de Cataluña, constituyendo la base geográfica de las comarcas del Valle de Arán, Alta Ribagorza, Pallars Sobirá, Alto Urgel, Baja Cerdaña, Ripollés y en menor medida las de Pallars Jussá, Noguera, Solsonés, Bergadá, La Garrocha y Alto Ampurdán. Es una cordillera alpina, que sigue un eje de oeste a este y separa la península ibérica del territorio continental europeo. Se acompañan de una serie de cordilleras subsidiarias que reciben el nombre de Prepirineo. Los materiales primarios de sus suelos son responsables de un relieve agresto y pronunciado, acentuado por la erosión glacial. Hacia el oeste se encuentran los puntos más altos y mayor grosor norte-sur, mientras que hacia el este van perdiendo altura hasta alcanzar el Mediterráneo, en el que penetra como una extensión de la cordillera mediante el cabo de Creus. Las sierras prepirenaicas son también mayores y más profundas por el oeste que hacia el este, y constituyen una transición entre la orografía más pronunciada al norte y los llanos del sur de la depresión central.

### Sistema Mediterráneo Catalán

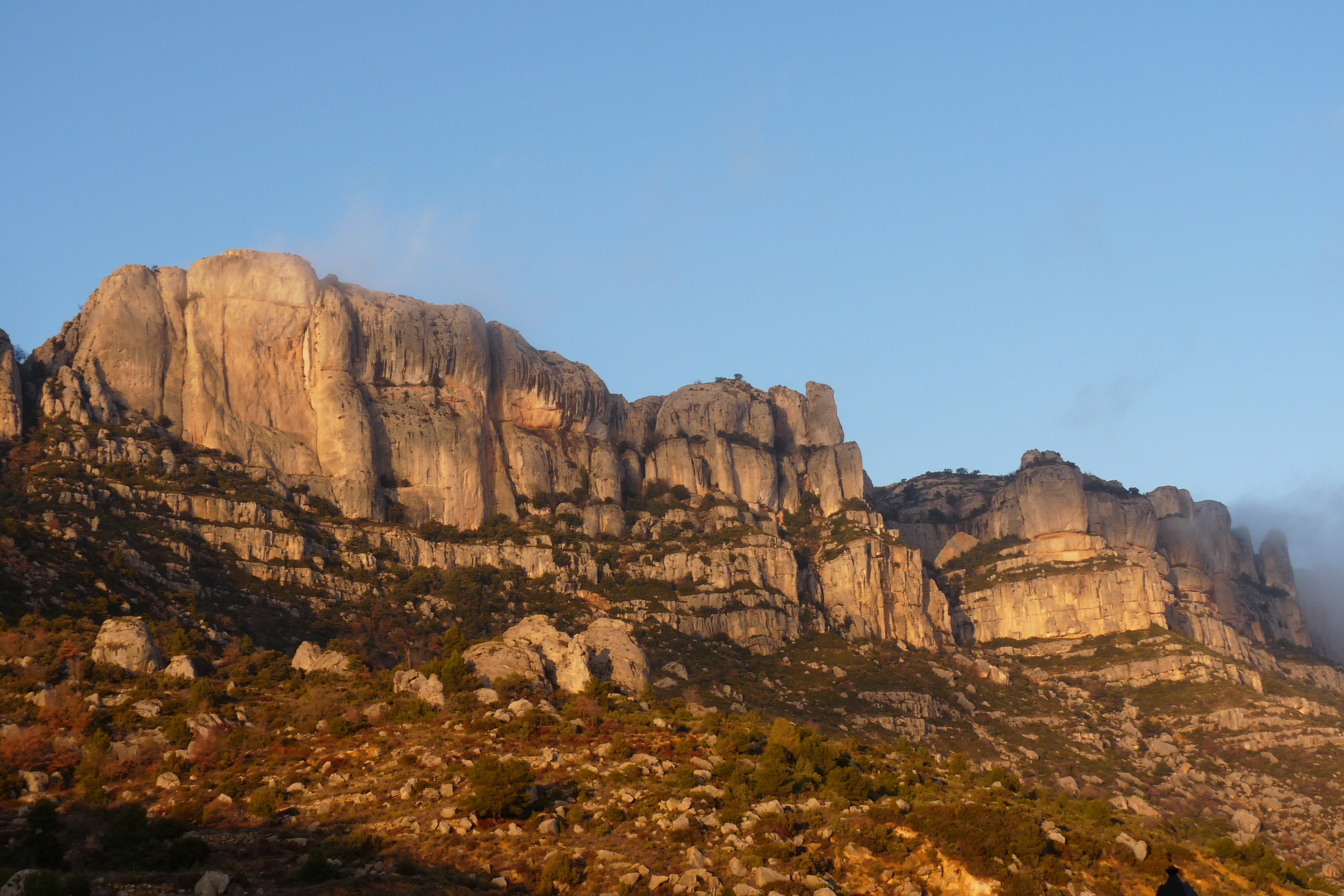
Sierra de Montsant, una muestra del relieve accidentado en Cataluña.

El Sistema Mediterráneo Catalán es una alternancia de tierras bajas o llanas y sierras o cordilleras que siguen generalmente la orientación noreste-suroeste. Las cordilleras, también conocidas como Cordilleras Costero-catalanas o Cordilleras Costeras en conjunto, se configuran en subunidades conocidas como Cordillera Litoral y Cordillera Prelitoral.
Este sistema se extiende por todo el litoral catalán y algunas tierras situadas más al interior, lo que implica a las comarcas de: Montsiá, Bajo Ebro, el sector sureste de la Tierra Alta, el sector meridional de Ribera de Ebro, la mayor parte de El Priorato, una pequeña porción de Las Garrigas que conforma las Montañas de Prades, la frontera sur de Cuenca de Barberá, las tres comarcas del Camp de Tarragona, las tres comarcas del Panadés, el sector más meridional de Noya y Bages, las comarcas del Bajo Llobregat, Barcelonés, Maresme y el Vallés, el sector sur y sureste de Osona, y las comarcas gerundenses de la Selva, Gironés, Pla de l'Estany, las tierras bajas y llanos de la La Garrocha y el Ampurdán.
Las llanuras más destacadas son la Depresión Litoral, que se extiende por el Maresme, Barcelonés (Llano de Barcelona) y Bajo Llobregat (Delta del Llobregat) y la depresión prelitoral (Vallés, Panadés). Entre las comarcas de Tarragona destaca el llano del Campo de Tarragona y el Delta del Ebro, junto a algunas llanuras localizadas en la vertiente final del Ebro. En el área septentrional de Cataluña, destaca la Depresión de la Selva que se extiende por la comarca del mismo nombre y el Gironés y el Llano del Ampurdán.
En este sistema también se incluye la conocida como cordillera Transversal, un conjunto de elevaciones y sierras que se localiza en el espacio de convergencia del Prepirineo y la Cordillera prelitoral, encerrando las llanuras de la depresión central catalana del este. Se encuentra especialmente en el territorio de la La Garrocha pero con sierras y extensiones en Gironés, Selva y Osona. Podría considerarse también algunas elevaciones del sector occidental del Pla de l'Estany.

### Depresión central catalana
La Depresión central catalana es una extensión de tierras con pocas estribaciones orográficas que derivan de la erosión del Ebro y sus afluentes. Se extiende por los territorios septentrionales de la Tierra Alta, Ribera de Ebro, El Priorato y Cuenca de Barberá, las comarcas leridanas de Segriá, Las Garrigas, Plana de Urgel, Urgel, Segarra y las áreas meridionales de Noguera, Alto Urgel y Solsonés, y de la provincia de Barcelona, la mayor parte del territorio de Noya, Bages, el sur del Bergadá y los sectores centrales y orientales de Osona.

### Región volcánica de La Garrocha

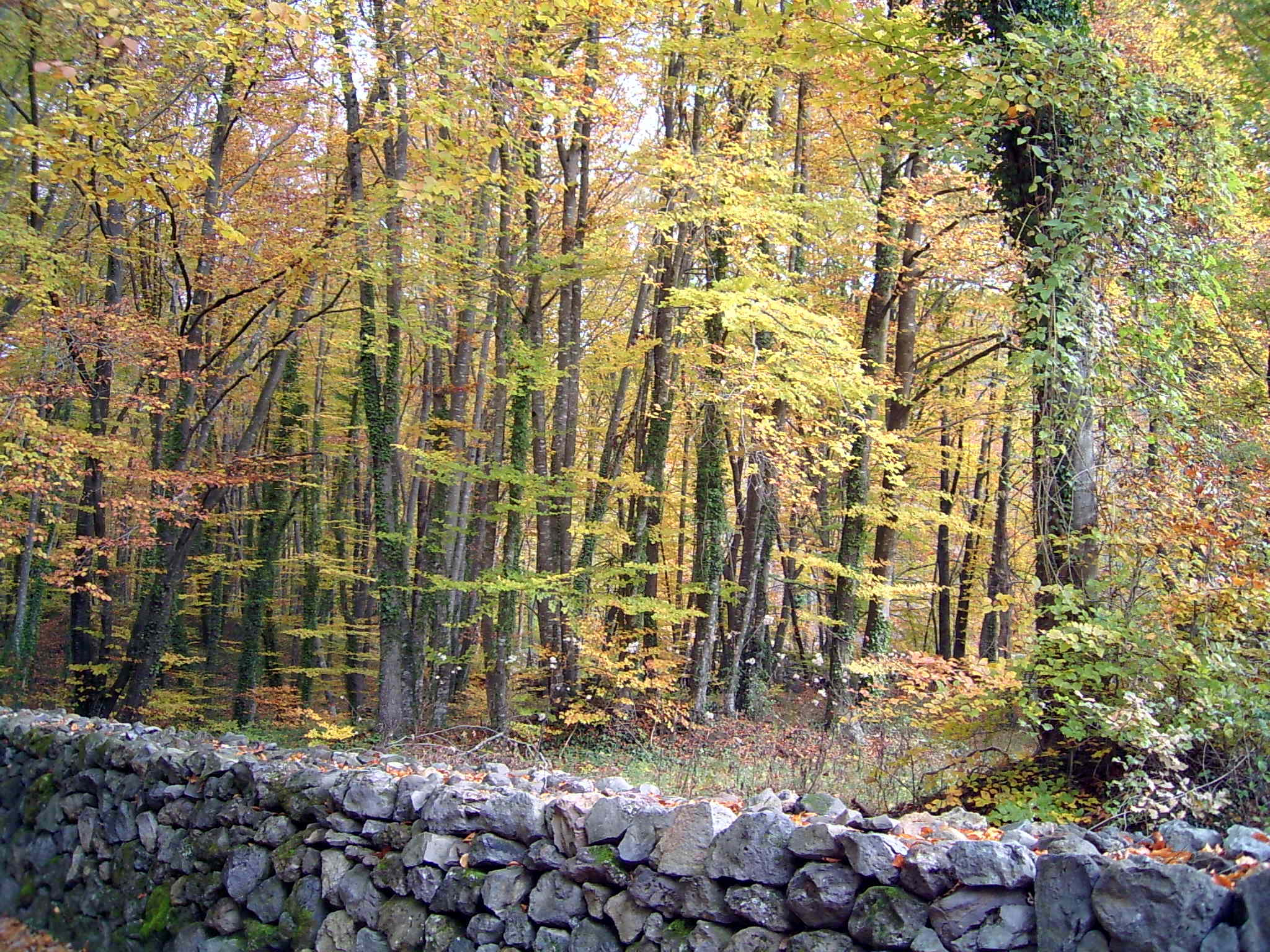
Hayedo de Jordá.

El Parque natural de la Zona Volcánica de la Garrocha es un parque natural que se encuentra en la comarca de La Garrocha. Es el mejor exponente de paisaje volcánico de la península ibérica. Tiene una cuadragésima de conos volcánicos de una edad comprendida entre los 10 000 y los 700 000 años, 10 cráteres, 23 conos muy conservados y más de 20 coladas de lavas basálticas. La orografía, el suelo y el clima proporcionan una variada vegetación, a menudo exuberante, con encinares, robledales y hayedos de excepcional valor paisajístico. Tiene un clima muy húmedo, y por el tipo de vegetación se podría clasificar como de clima atlántico. El tipo de árbol que más abunda es el encinar montañoso. Tiene una superficie protegida de 15 000 ha, que incluye 11 municipios, 28 reservas naturales, y pretende hacer compatible la conservación con el desarrollo económico, en régimen de protección a raíz de los impactos de las extracciones mineras, el crecimiento urbanístico y los vertederos incontrolados de residuos.

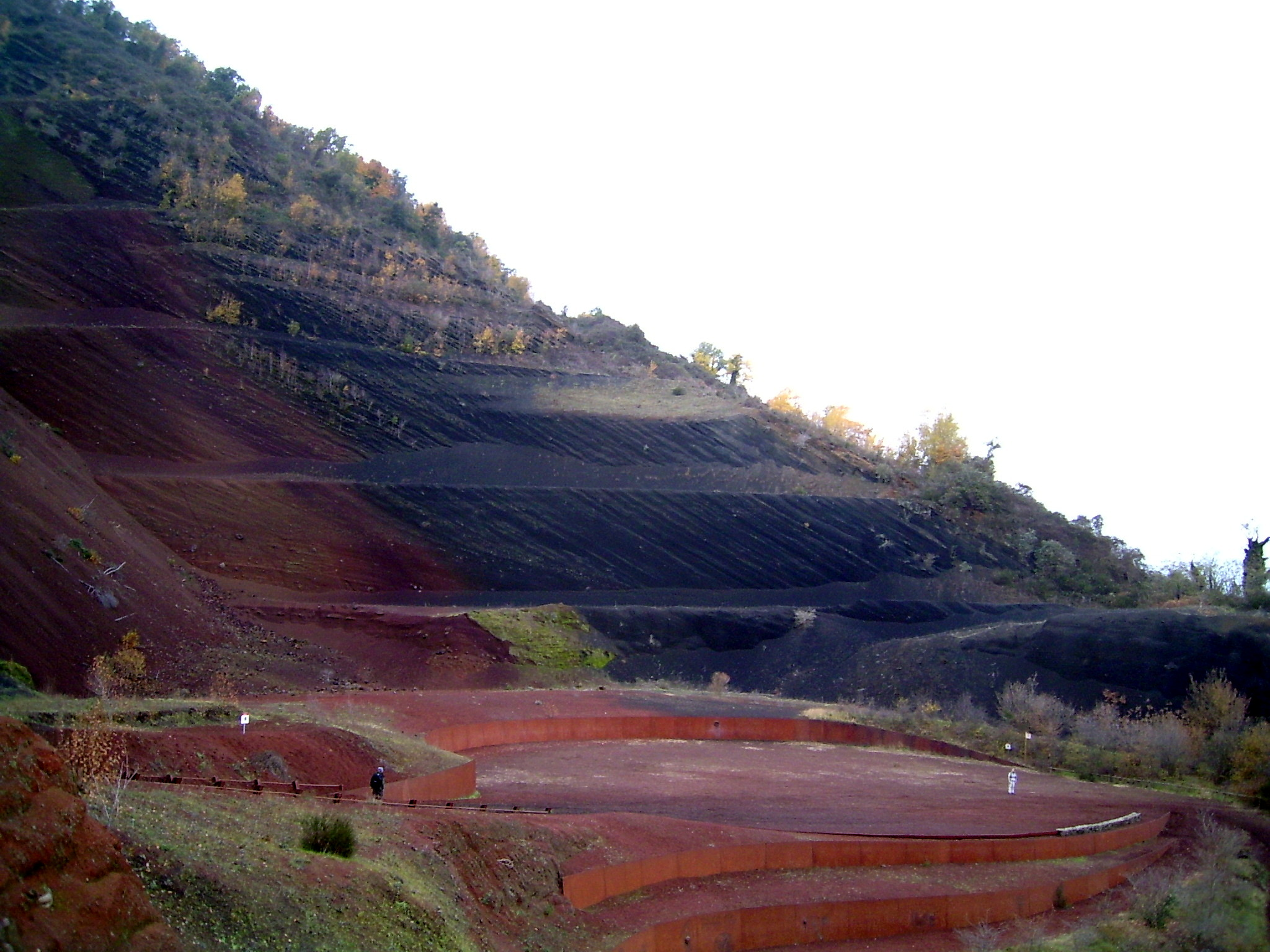
Volcán del Croscat.

Incluye, entre otros, los siguientes lugares de especial interés natural:
- El Hayedo de Jordá
- El volcán del Croscat
- El volcán de Santa Margarita
- La meseta de Batet y volcán de Pujalós
- El bosque de Tosca
- La colada basáltica de Castellfullit de la Roca
- El río Fluviá
- Los humedales de la Deu y la Bocanegra
- Diferentes volcanes en Olot:
  - Montsacopa
  - Volcán Bisaroques
  - Volcán de la Garrinada
  - Volcán de Montolivet

## Picos de los sistemas montañosos
Pirineos:
- Pica d'Estats, de 3143 metros de altitud, el pico más alto de Cataluña.
- Puigmal, 2913 m.

Cordilleras Costero-catalanas:
- Puig d'Agulles, 653 m.
- Montnegre, 638 m.
- Tibidabo, 512 m.
- Montsiá, 774 m.
- Montseny, 1712 m.
- Montserrat, 1236 m.
- Montsant, 1124 m.
- Mont Caro, 1447 m.

## Ríos

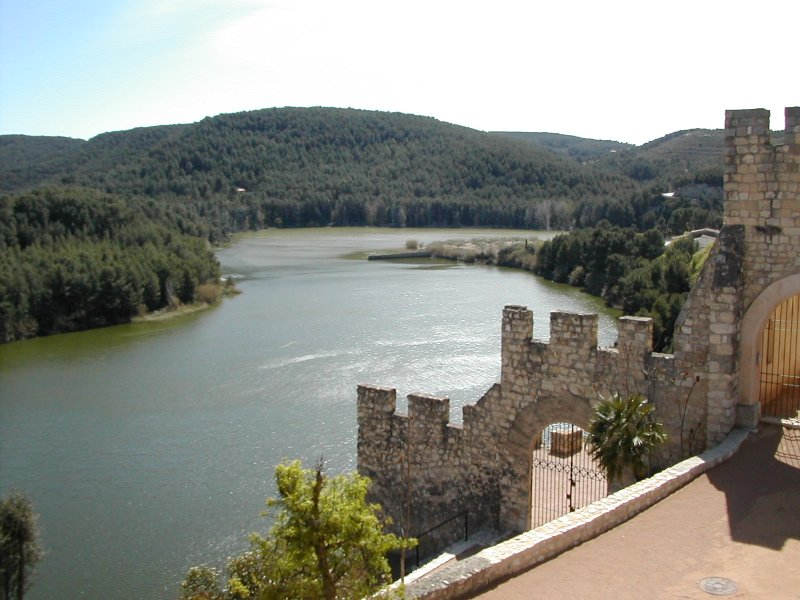
Río Foix

Ebro, 910 km, sus afluentes:
- Noguera Pallaresa, 154 km
- Noguera Ribagorzana, 133 km
- Segre, 265 km

Otros ríos:
- Llobregat, 162 km
- Ter, 167 km
- Garona, 647 km
- Fluviá, 70 km
- Valira, 44 km
- Besós, 53 km
- Muga, 58 km
- Foix, 41 km
- Francolí, 60 km
- Gayá, 59 km
- Tordera, 55 km

## Otros espacios naturales
- Lago de Bañolas
- Cabo de Creus
- Golfo de Rosas
- Golfo de San Jorge
- Parque natural del Delta del Ebro
- Marismas del Ampurdán
- Parque nacional de Aiguas Tortas y Lago de San Mauricio.
- Parque natural del Cadí-Moixeró
- Parque natural del Montseny
- Parque natural de Collserola
- Parque natural del Montnegre y el Corredor

## Costas de Cataluña
- Costa Dorada (España)
- Costa Brava
- Costa del Maresme